# William Randolph Hearst
William Randolph Hearst (født 29. april 1863 i San Francisco, død 14. august 1951 i Beverly Hills) var en amerikansk avisudgiver.
Ved hjælp af familiens formue, der stammede fra minedrift, begyndte han i 1887 at opkøbe og udvikle betydende aviser. Den første var San Francisco Examiner. New York Morning Journal ændrede han til et sensationsblad, der udover sladder indeholdt nationalistisk kampagnejournalistik, f.eks. ved at agitere for den spansk-amerikanske krig om Cuba. Udtrykket "gul presse" har sin oprindelse fra denne avis' farvelagte tegneserie The Yellow Kid.

## Politisk indflydelse
Hearst brugte sit presseimperium til at få indflydelse på det amerikanske samfund, først fra et liberalt demokratisk ståsted, men senere – i 1935 – svingede han i stærkt konservativ retning. Hans politiske ambitioner førte til to perioder i USAs kongres, men blev standset af forgæves forsøg på at blive borgmester i New York City hhv. guvernør i staten New York.

### Sultkatastrofen i Ukraine
Journalisten Gareth Jones fra Wales skabte opstandelse i 1930'erne, da han afslørede sultkatastrofen i Ukraina, kaldet holodomor. På den tid sympatiserede Vestens socialister med Stalin, men Jones rejste i al hemmelighed ud til de ukrainske landsbyer og dokumenterede en hungersnød af helt apokalyptiske dimensioner. Dele af den vestlige presse forsøgte at diskreditere Jones' arbejde, men den type fejhed stod Hearst fjernt. Hearst gav sagen bred omtale i sine aviser og sørgede for, at tragedien blev kendt i Vesten.
Kritikken mod Jones var anført af New York Times' Pulitzerpris-vindende reporter Walter Duranty, der i 1931 skrev om de sultende bønder: "Må de alle og deres familier fysisk tilintetgøres? Naturligvis ikke - de må "likvideres" eller smeltes ind den proletariske masse ved eksil og arbejde." Britiske medier nølede også med at trykke Jones' afsløringer af frygt for at ødelægge regeringens forsøg på en normalisering af forholdet til Stalin. Gareth Jones omkom under en rejse, sandsynligvis lokket i en fælde af sovjetrussiske agenter, mens Duranty beholdt sin Pulitzerpris.

## Eftermæle
Hearsts ry som et ekstremt velhavende og hensynsløst magtmenneske stammer fra Orson Welles-filmen Citizen Kane, hvis hovedperson Charles Foster Kane er tydeligt inspireret af Hearst. Især filmens dødsscene kan have generet Hearst, som efter sigende var meget bange for døden og ikke tillod emnet omtalt i sit nærvær. Hearst afskyede filmen og brugte sine forbindelser i Hollywood til at forhindre fremvisninger.

## Hearst Castle
William var personen, der byggede Hearst Castle i 1919. Ejendommen ligger med udsigt udover byen San Simeon og kan besøges af turister i dag.